# Kronprinz Wilhelm (Schiff, 1901)

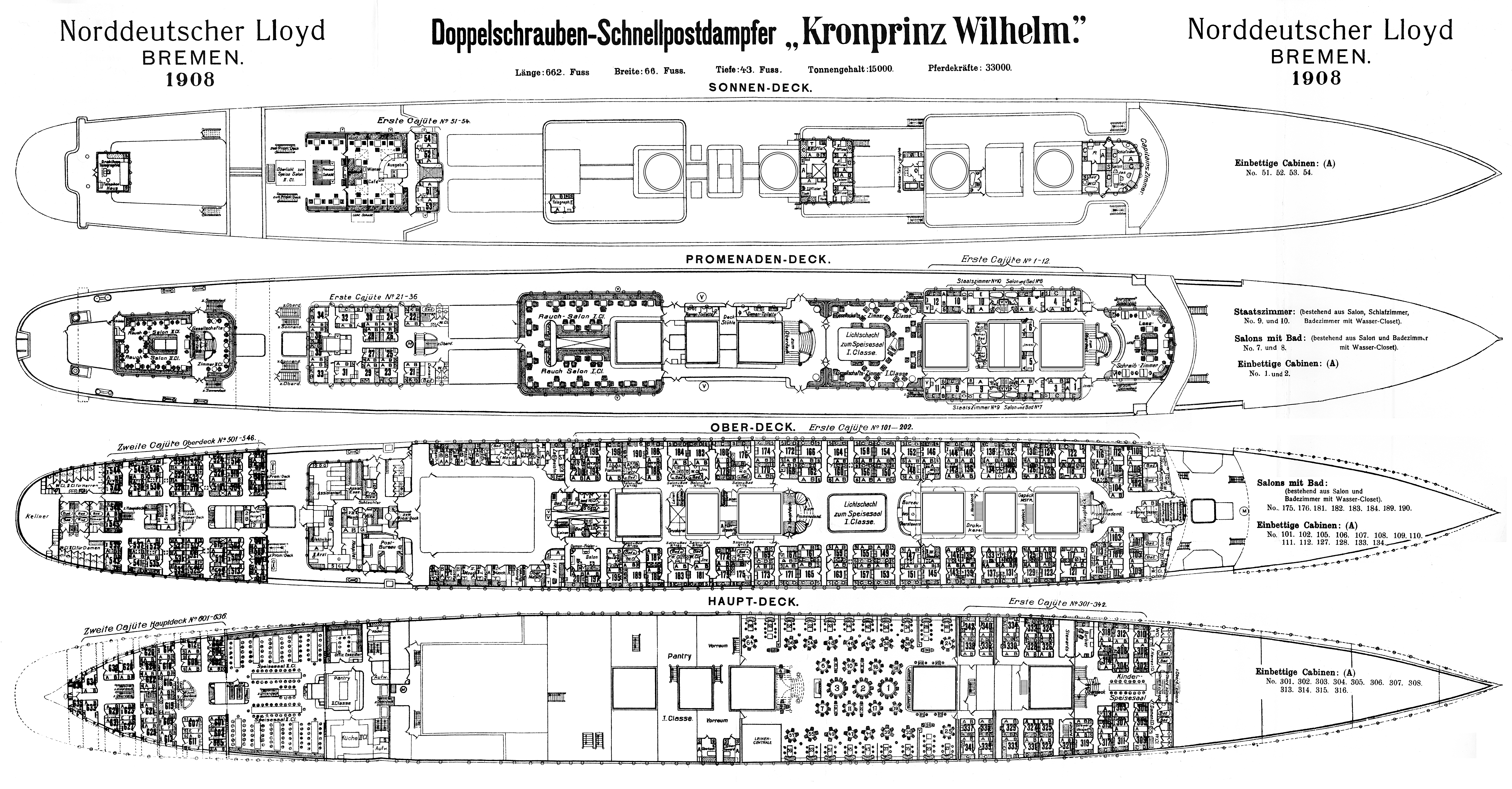
Plan der Passagierdecks I. und II. Klasse aus dem Jahr 1908.

Die Kronprinz Wilhelm war ein 1901 fertiggestelltes deutsches Passagierschiff des Norddeutschen Lloyd (NDL) für die Linienschifffahrt auf der Transatlantikpassage Bremerhaven–New York. Mit seinen vier Schornsteinen verkörperte es als Doppelschrauben-Schnellpostdampfer den damals bei Reisenden gefragtesten und spektakulärsten Schiffstyp, der neueste technische Entwicklungen mit Geschwindigkeit und Luxus verband. Benannt war es nach dem deutschen Kronprinzen Wilhelm. Es gewann 1902 das Blaue Band und versah bis 1914 seinen Liniendienst. Nach dem Ausbruch des Ersten Weltkriegs führte die Kronprinz Wilhelm als Hilfskreuzer acht Monate lang im Nordatlantik erfolgreichen Handelskrieg, wurde später von den US-Amerikanern beschlagnahmt und als alliierter Truppentransporter zwischen New York und Brest eingesetzt.

## Schiffseinrichtungen
Als die Kronprinz Wilhelm mit der Bau-Nr. 249 am 30. März 1901 bei der AG Vulcan in Stettin vom Stapel lief, war sie der seinerzeit modernste Passagierschnelldampfer. Das Schiff war eine vergrößerte und verbesserte Version der Kaiser Wilhelm der Große. So wurden aus der bei beiden Schiffen gleichartigen Maschinenanlage bei der Kronprinz Wilhelm noch einige hundert PS mehr herausgeholt, was zu einer bis dahin unerreichten Maschinenleistung von 33.000 PS (24.000 kW) führte. Zwei sechszylindrige Vierfach-Expansionsdampfmaschinen mit Oberflächenkondensatoren und Massenausbalancierung nach dem Schlick-System trieben über zwei 42 Meter lange und 0,63 Meter dicke Wellen aus Tiegelstahl je eine vierflügelige, bronzene Schraube an. Der Dampfdruck wurde von 12 Doppel- und vier Einfachkesseln geliefert, die mit 15 Atmosphären Überdruck arbeiteten. Rund um die vier Dampfkesselgruppen waren Kohlenbunker angeordnet, die etwa 4550 Tonnen Kohlen fassten. Der tägliche Kohleverbrauch lag bei etwa 700 Tonnen.
Das Schiff besaß eine Gleichstromanlage und wurde über eine elektrische Heizungseinrichtung erwärmt, die ihre Energie an insgesamt 104 elektrische Öfen abgab. Diese Öfen waren in den Außenkabinen Erster Klasse, auf dem Promenadendeck und im Speisesaal Erster Klasse aufgestellt. Überall an Bord gab es elektrisches Licht aus über 1900 Lampen, die von vier Dampfdynamomaschinen gespeist wurden. Jeder dieser Dynamos besaß eine Stärke von 825 Ampere bei 100 Volt Spannung. Da bereits zwei dieser Dynamomaschinen ausreichten, um die Energieversorgung der gesamten elektrischen Anlagen an Bord zu sichern, standen die beiden anderen für Notfälle in Bereitschaft. Rund 60 Elektromotoren verschiedener Größen waren für den Betrieb von Laufkränen, Ventilatoren, Aufzügen, Kühlanlagen und Hilfsmaschinen vorgesehen. Mit Hilfe von sechs Dampfwinden wurde die Übernahme von Proviant, Gepäck und Ladung bewerkstelligt. Besonderen Wert hatte die Reederei auf die technischen Sicherheitseinrichtungen gelegt. So konnten von einem elektrischen Schottentelegraphen, der sich im Kartenhaus befand, die zwanzig vorhandenen wasserdichten Türen im Notfall auch gleichzeitig geschlossen werden. Das Schließen einer Schottentüre wurde auf dem Telegraphen durch das Aufleuchten einer Glühlampe angezeigt. Allein für die technische Einrichtung der Schottenfunktion wurden 3,2 Kilometer Spezialkabel und 1,2 Kilometer einfaches Kabel verbaut. Das Schiff besaß 18 hölzerne Rettungsboote mit Luftkästen sowie sechs Halbklappboote aus verzinktem Stahlblech. Um ein schnelles Wassern der Boote zu ermöglichen, waren vier Dampfbootswinden montiert worden.
Der Dampfer besaß als einer der ersten auch eine neuzeitliche Telefonanlage, durch die von der Brücke aus mit allen Stationen kommuniziert werden konnte. Zudem war erstmals eine Station für drahtlose Telegraphie eingebaut worden. Das Berliner Tageblatt schrieb am 16. Februar 1902: „Bei der bevorstehenden Amerikareise ... werden die Augen der technischen Welt auf einen unscheinbaren Apparat an Bord der „Kronprinz Wilhelm“ gerichtet sein, welcher vor der Öffentlichkeit seine Feuerprobe zu bestehen haben wird. Es wird nämlich eine Marconische Telegraphenstation mitgeführt werden, deren Aufgabe darin bestehen wird, die Verbindung des auf hoher See befindlichen Schiffes mit dem Lande aufrecht zu erhalten.“
Für die vermögendsten Passagiere der Ersten Klasse standen acht Staats- und vier Luxuskabinen zur Verfügung. Während die Staatskabinen aus einem größeren Raum mit separatem Bad bestanden, gab es in den Luxuskabinen je ein Wohn-, Schlaf- und Badezimmer. Der auf dem Hauptdeck liegende Speisesaal der Ersten Klasse hatte 414 Sitzplätze. Außerdem stand den Erste-Klasse-Reisenden auf dem Brückendeck ein Lese- und Schreibzimmer zur Verfügung. Die Reisenden der Zweiten Klasse waren im Achterschiff untergebracht, wobei sich die Kabinen auf das Ober-, Haupt- und Zwischendeck verteilten. Diese Kabinen waren genauso eingerichtet wie jene, die von der Mehrheit der Passagiere Erster Klasse bewohnt wurden, nur war die Ausstattung etwas einfacher. Wie auf den Dampfern des Norddeutschen Lloyd üblich, fuhr auch auf der Kronprinz Wilhelm stets ein approbierter Arzt mit, der alle Patienten ohne Entgelt versorgte und in den US-amerikanischen Passagierlisten den individuellen Gesundheitszustand jeder Person an Bord, die in die Vereinigten Staaten einreisen wollte, beurteilen musste.
Für die Passagiere der ersten bis dritten Klasse sowie für die Heizer stand je eine eigene, große Bordküche zur Verfügung. Nahe der Speisesäle gab es Pantries, in denen Speisen warmgehalten werden konnten. Dort standen auch Kaffee- und Teemaschinen, Milch- und Schokoladenkocher, Kühlschränke und andere Einrichtungen für einen reibungslosen Ablauf der Mahlzeiten und die Befriedigung individueller Wünsche der Passagiere. 32 Badezimmer und zahlreiche Aborte waren über das Schiff verteilt, um den Gästen lange Laufwege zu ersparen. Als Innovation wurde die Verarbeitung der Badewannen für Passagiere und Offiziere bezeichnet, die aus vernickeltem Kupfer bestanden.
Aus all diesen Gründen war die Kronprinz Wilhelm auch technisch ein großer Wurf, und so hob der Vorstand des Lloyd den „überaus gelungenen Bau“ und die „vorzüglichen Leistungen“ ausdrücklich hervor. Auf Veranlassung der kaiserlichen Marine war das Schiff mit Einrichtungen versehen, die es im Kriegsfall ermöglichten, eine größere Anzahl an Geschützen zu montieren, um aus dem Passagierschiff einen Hilfskreuzer zu machen.
Die Kronprinz Wilhelm besaß wie ihr Schwesterschiff Kaiser Wilhelm der Große ein Buckeldeck. Bei diesem ist die Back stärker gerundet und mit den Bordwänden nicht durch eine scharfe Kante, sondern durch eine Rundung verbunden, so dass überkommendes Wasser schneller ablaufen kann. Durch diese Rundung am Bug und durch die beiden Masten vorn und achtern war sie gut von den später gebauten Schnelldampfern Kronprinzessin Cecilie und Kaiser Wilhelm II. zu unterscheiden.

## Passagierdienst im Nordatlantik

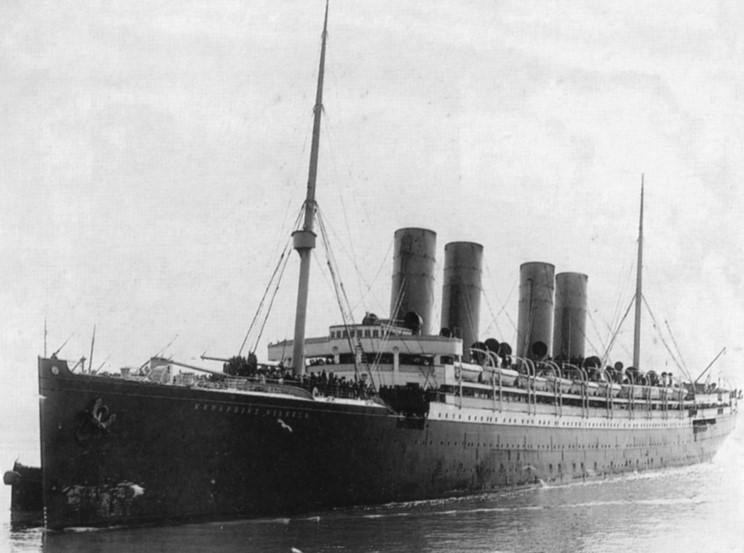
Die Kronprinz Wilhelm

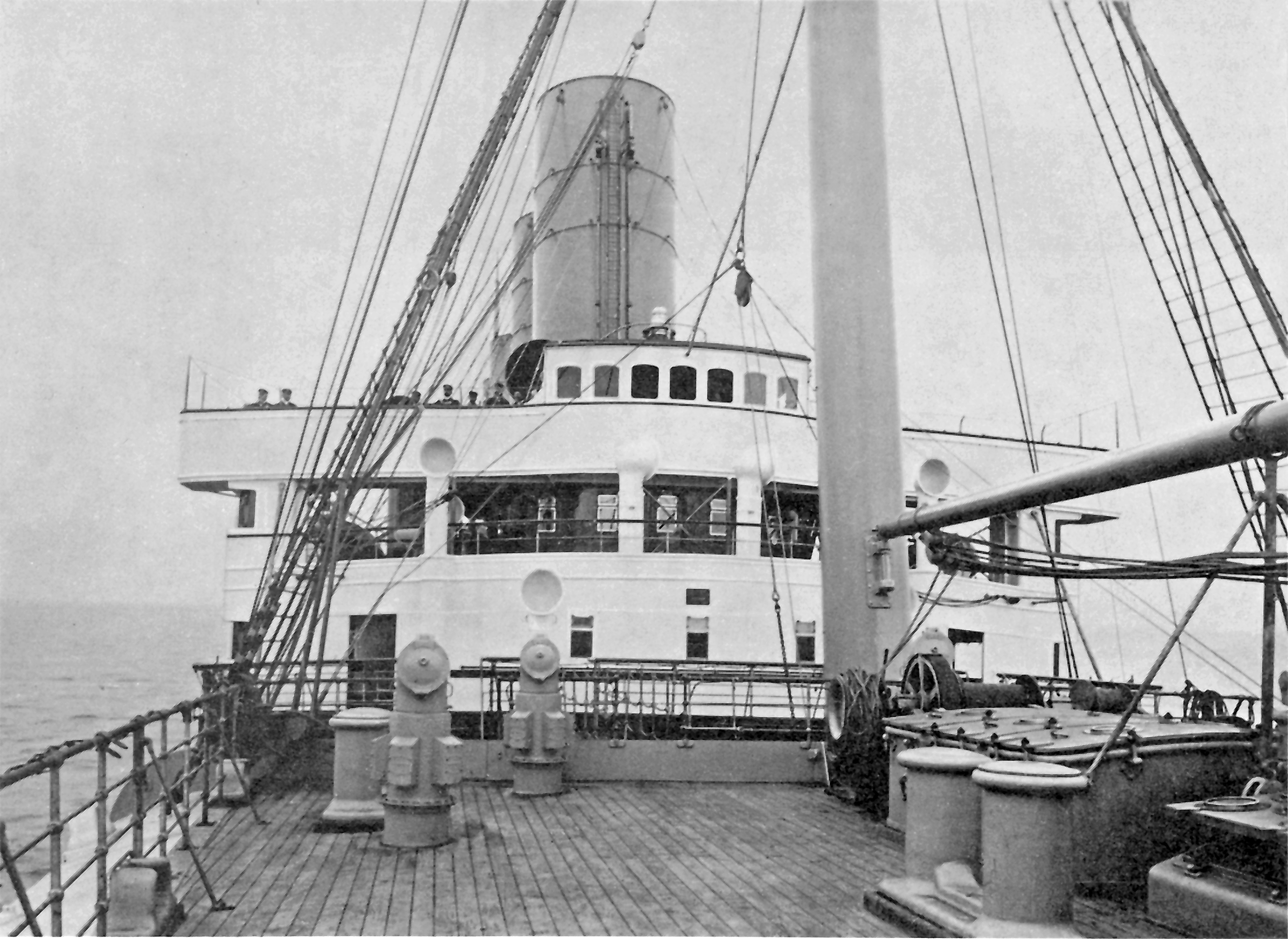
Blick vom Vorschiff zur Brücke

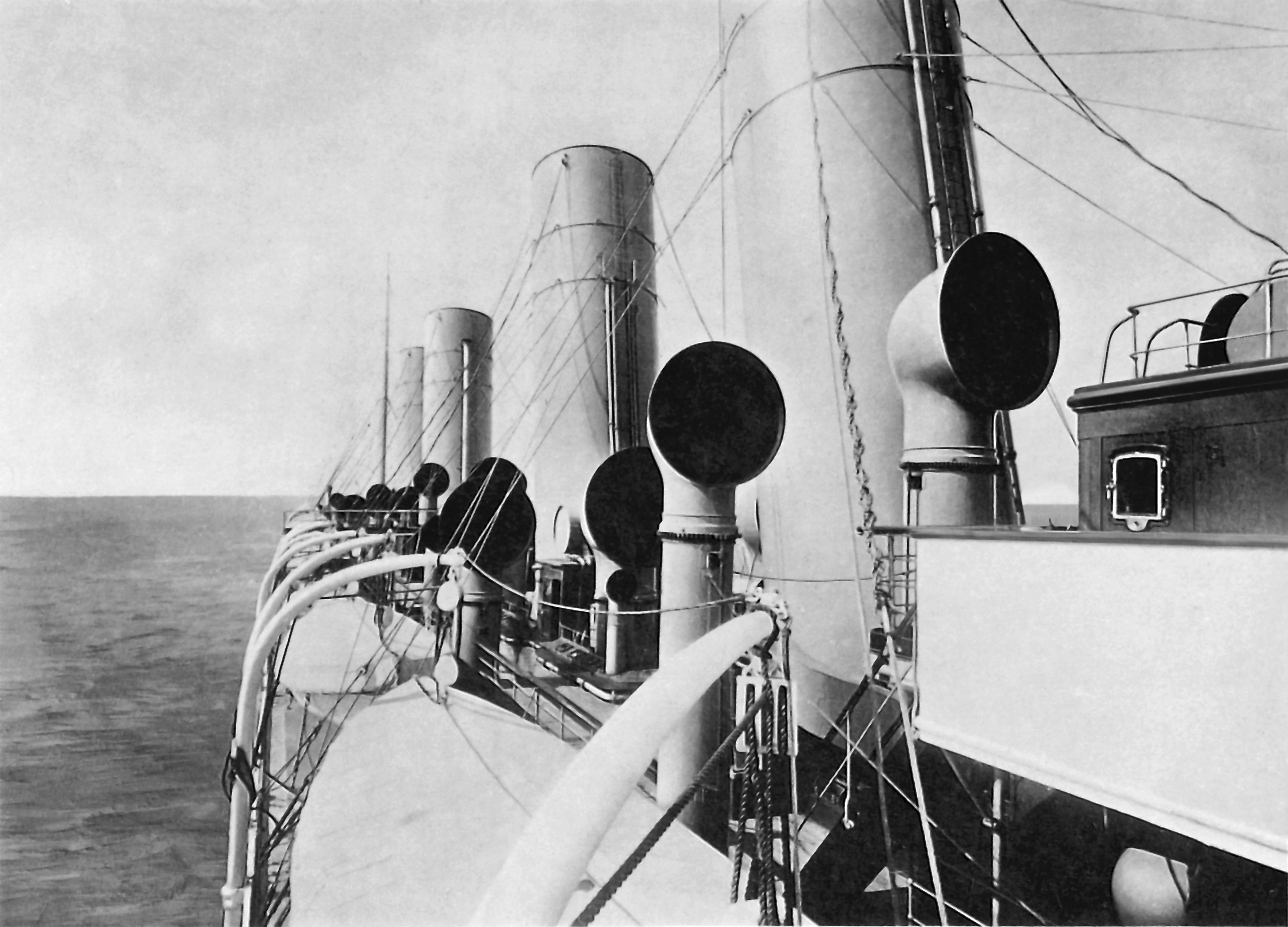
Blick von Höhe der Brücke auf das Sonnendeck

Das Schiff war für den Liniendienst auf der Route Bremerhaven (Kaiserhafen) – Southampton – Cherbourg – New York (Hoboken) – Plymouth – Cherbourg – Bremerhaven vorgesehen und sollte neue Maßstäbe in Reisekomfort und Geschwindigkeit setzen. Bevor sie ab dem 17. September 1901 unter ihrem ersten Kapitän Ludwig Störmer den Transatlantikdienst aufnahm, unternahm die Kronprinz Wilhelm vom 7. bis 11. September eine luxuriöse Norwegen- und Schottland-Kreuzfahrt mit Besichtigung der Städte Bergen, der Stabkirche Fantoft, Edinburgh mit dem Königssitz Holyrood Palace und der Forth Bridge. Nach der Rückkehr fand im Bremer Ratskeller ein vom Senat der Stadt angebotener Abendtrunk statt. Zu dieser Sonderfahrt gab der Norddeutsche Lloyd ein Fotoalbum heraus. Einen ersten Rekord errang der Dampfer bereits am 12. Mai 1902, als er mit einer Durchschnittsgeschwindigkeit von 26,4 Knoten die bis dahin schnellste Passage eines großen Dampfschiffs zwischen Plymouth und Cherbourg absolvierte. Am 16. September 1902 errang die Kronprinz Wilhelm das Blaue Band für die bis dahin schnellste Überquerung des Nordatlantiks und wurde damit den ihn sie gesetzten Erwartungen gerecht. Sie benötigte 5 Tage, 11 Stunden und 57 Minuten von Cherbourg bis zum Leuchtturm von Sandy Hook vor der Lower New York Bay und erreichte eine Durchschnittsgeschwindigkeit von 23,09 Knoten. Die Etmale lagen bei 349, 574, 574, 581, 573 und 396 Seemeilen. Fast genau ein Jahr später, am 8. September 1903, verlor die Kronprinz Wilhelm die Trophäe an den 1900 gebauten Schnelldampfer Deutschland, der der konkurrierenden HAPAG gehörte.
Mit ihrem Schwesterschiff Kaiser Wilhelm der Große befuhr sie bis zum Kriegsbeginn 1914 ohne größere Unterbrechungen die Atlantikroute. In dieser Zeit ließ der Norddeutsche Lloyd in Bremen noch zwei weitere luxuriöse Vierschornstein-Schnelldampfer bauen, die ebenfalls bis 1914 den fahrplanmäßigen Dienst von Bremerhaven nach New York bedienten. Für beschaulichere Atlantikpassagen, die zwei bis drei Tage länger dauerten, stellte der Lloyd zusätzlich eine ganze Flotte von Doppelschrauben-Salonpostdampfern in Dienst. Zu ihrer letzten Reise als Passagierdampfer auf der Transatlantikroute lief die Kronprinz Wilhelm am 21. Juli 1914 von Bremerhaven aus und erreichte Hoboken/New York am 29. Juli.

### Persönlichkeiten an Bord
In ihrer Zeit als Passagierschiff beförderte die Kronprinz Wilhelm zahlreiche bekannte internationale Persönlichkeiten, darunter den Juristen und Politiker Lewis Stuyvesant Chanler (1903), die Opernsängerin Lillian Blauvelt (1903),, den Gründer der Chicago Daily News und Generaldirektor der Nachrichtenagentur Associated Press, Melville Elijah Stone, den Montrealer Erzbischof Louis Joseph Napoléon Paul Bruchési sowie den Physiker Ludwig Boltzmann (alle 1905), den Erfinder und Schriftsteller John Jacob Astor IV (1906), der 1912 mit der Titanic unterging, die  „meistabgebildete Frau Amerikas“, Rita de Acosta Lydig mit ihrem zweiten Mann, Captain Philip M. Lydig (1907), den Schriftsteller Lloyd Osbourne (1907), den Theaterdirektor und Produzenten Charles Frohman (1904), der 1915 beim Lusitania-Zwischenfall umkam, die Ballett-Tänzerin Adeline Genée (1908), den Stardirigenten Alfred Hertz (1909), den Theater- und Opernproduzenten Oscar Hammerstein zusammen mit dem Dirigenten Cleofonte Campanini und den Opernsängern Mario Sammarco, Giuseppe Taccani sowie Fernando Gianoli-Galetti (1909) und den Multimillionär, Politiker und Rechtsanwalt Samuel Untermyer (1910).
Insgesamt brachte die Kronprinz Wilhelm nach den Unterlagen auf Ellis Island zwischen 1901 und 1914 138.526 Personen nach New York, wobei einige der gezählten Passagiere die Reise mehrfach antraten. Über die Zahl der nach Europa beförderten Personen liegen keine Angaben vor.

### Der Staatsbesuch im Frühjahr 1902

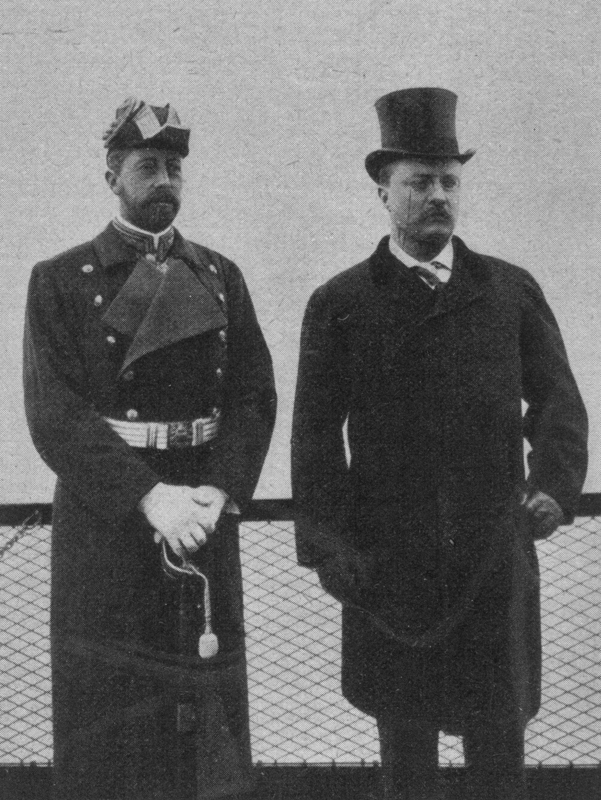
Prinz Heinrich und Theodore Roosevelt am 25. Februar während der Taufe der kaiserlichen Schoneryacht Meteor (III) auf Shooters-Island.

Am 16. Februar 1902 reiste Prinz Heinrich von Preußen, der Bruder Kaiser Wilhelms II., zu einem Staatsbesuch von Bremerhaven nach New York, wo er am 23. Februar eintraf und vom US-amerikanischen Präsidenten Theodore Roosevelt und dessen Frau empfangen wurde. Medienwirksam nutzte er dazu nicht die kaiserliche Jacht, sondern die neue, beeindruckende Kronprinz Wilhelm, auf der ihn zahlreiche Pressevertreter begleiten konnten. Es war einer der ersten Staatsbesuche, von dem Filmaufnahmen angefertigt wurden. Außerdem fuhren 300 reguläre Kajütpassagiere und 700 Zwischendecks-Passagiere der 3. Klasse mit. Mit dieser Reise übernahm August Richter als neuer Kapitän die  Kronprinz Wilhelm.

### Zwischen- und Unglücksfälle

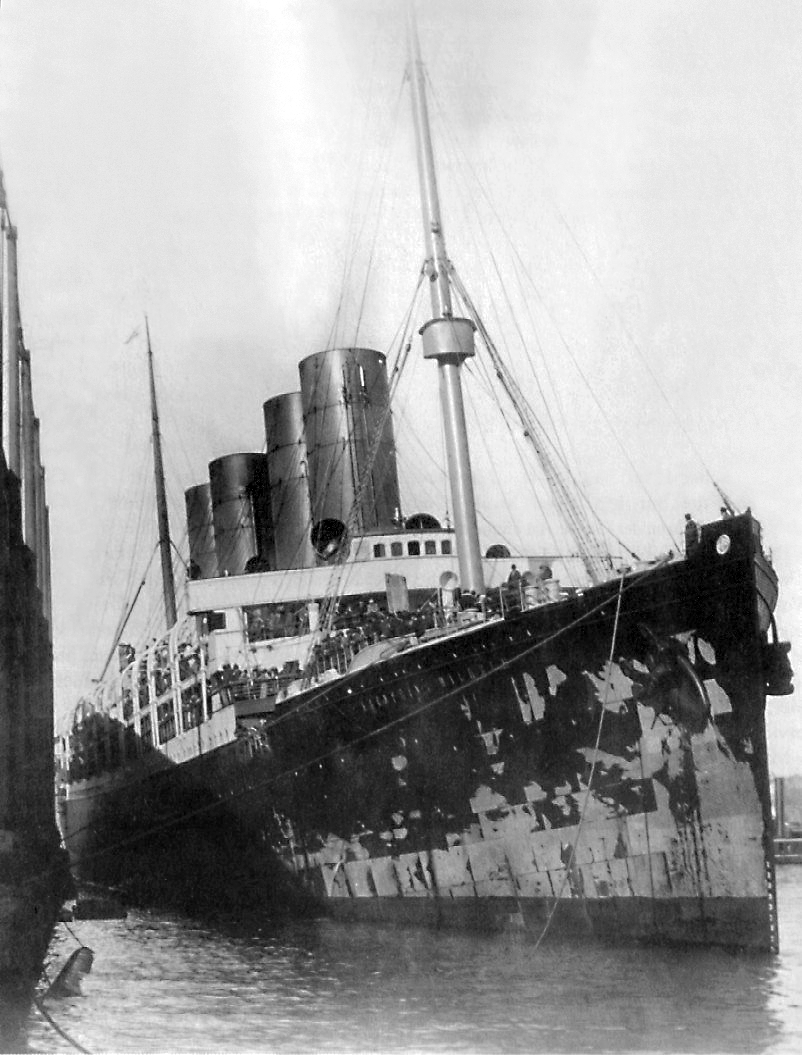
Nach einer Überfahrt legt die Kronprinz Wilhelm 1902 an der Pier des Norddeutschen Lloyd in Hoboken an. Der schwarze Anstrich des Rumpfs wurde während der Überfahrt beschädigt.

#### September 1901
Auf ihrer Jungfernfahrt wurde die Kronprinz Wilhelm am 18. September 1901, dem Tag des Auslaufens aus Cherbourg, bei schwerer See von einer riesigen Welle getroffen, die besonders an den vorderen Aufbauten erhebliche Beschädigungen verursachte. Unter anderem wurden ein Ventilator auf dem Vordeck und ein weiterer auf dem Sonnendeck über Bord gespült. Die Welle schlug ein Loch in die Wand der Bibliothek unterhalb von Kommandobrücke und Kapitänskajüte. Teile der Bibliothek sowie zwei ihrer drei Fenster wurden zerstört. Außerdem wurde ein Fenster auf der Brücke eingeschlagen. Das Schiff bewies trotz der Schäden eine außerordentliche Widerstandsfähigkeit, was seinen Ruf als zuverlässiger und sicherer Liner förderte.

#### Oktober 1902
In einer dichten Nebelbank kollidierte die Kronprinz Wilhelm am Morgen des 8. Oktober 1902 nach der Abfahrt aus Southampton im Ärmelkanal mit dem britischen Dampfer Robert Ingham, der innerhalb von vier Minuten sank. Der Kronprinz Wilhelm gelang die Rettung der Besatzungsmitglieder bis auf den Maat und den einzigen Passagier an Bord, einen Mann namens Scott. Bei der Untersuchung des Unglücks befand das deutsche Seeamt, „daß ein Verschulden der Führer der beiden Schiffe nicht vorliege. Die Maßnahmen der „Kronprinz Wilhelm“ seien vor und nach der Kollision sachgemäß und mit den gesetzlichen Vorschriften übereinstimmend gewesen.“ Der britische Admiralty Court kam hingegen zu dem Ergebnis, dass die Schuld ausschließlich bei der Kronprinz Wilhelm liege, die angesichts des Nebels mit überhöhter Geschwindigkeit gefahren sei.

#### Dezember 1903
Als die Kronprinz Wilhelm am Mittwoch, den 23. Dezember 1903, von Bremerhaven kommend in Hoboken festmachte, hatte sie einen Tag Verspätung. Ursache war der Verlust eines Propellerblattes, der sich drei Tage nach Verlassen des Hafens von Cherbourg ereignet hatte. Daher musste der Kapitän die Geschwindigkeit bis New York drosseln. Auf der Weiterfahrt wurde der Dampfer von einem schweren Unwetter heimgesucht, das sich in der Sonntagnacht, 20. Dezember, zu einem Hurrikan steigerte, wodurch die Fahrtgeschwindigkeit nochmals verringert werden musste. Die Durchschnittsgeschwindigkeit des Schiffs auf dieser Reise lag bei 17,73 Knoten gegenüber 22 Knoten auf der vorhergehenden Fahrt. Die 1.153 Passagiere waren die bis dahin größte Anzahl an Menschen, die jemals in der Weihnachtswoche nach Amerika gekommen waren. Acht zur Gepäckkontrolle an Bord gebrachte Hafenbeamte mussten bis weit nach Mitternacht arbeiten. In den Lagerräumen befanden sich alleine 983 Säcke mit Weihnachtspost. Ein weiterer Zwischenfall auf dieser Reise wurde von einem griechischen Mitreisenden ausgelöst, der in Cherbourg an Bord kam und die Pocken mitbrachte. Der Mann wurde im Schiffshospital isoliert und bei der Ankunft in den USA in ein Krankenhaus gebracht. 25 Mitreisende mussten aus Sicherheitsgründen nach Hoffman Island in Quarantäne. Unter den Passagieren war auch der berüchtigte Transatlantik-Spieler „Doc“ Owens, der einige Monate zuvor nach einem Spiel auf einem NDL-Dampfer in Arrest gekommen war und nun unter falschem Namen in die USA zurückreiste.

#### März 1905
Nachdem die Kronprinz Wilhelm am 16. März 1905 in Hoboken eingetroffen war, erklärte Kapitän Richter, dies sei die stürmischste Überfahrt gewesen, die er je erlebt habe. Sechs Passagiere waren verletzt worden, darunter eine Frau so schwer, dass sie im Schiffshospital behandelt werden musste. Übergroße Wellen hatten fünf Ventilatoren über Bord gerissen und die Reling im vorderen Bereich verbogen, zerstört und über Bord gespült.

#### Juli 1907
Am Montag, dem 8. Juli 1907, rammte die Kronprinz Wilhelm unter Kapitän Richter auf der Fahrt nach New York mit 1.172 Passagieren an Bord um 12:20 Uhr an der Steuerbordseite einen Eisberg, der fälschlicherweise für eine Nebelbank gehalten worden war. Nur rund 75 Seemeilen weiter nördlich sank fast fünf Jahre später die Titanic. Wegen der schlechten Sicht war die Geschwindigkeit des Schiffs bereits deutlich auf 16 Knoten gesenkt worden, was neben dem schnellen Handeln der Mannschaft ein schlimmeres Unglück verhinderte. Zwanzig Schotts von siebzehn wasserdichten Abteilungen wurden innerhalb von dreißig Sekunden nach dem Zusammenstoß über die Kontrolltafel im Kartenhaus geschlossen. Es stellte sich heraus, dass der Eisberg nur die Farbe am Schiffsrumpf abgekratzt hatte und Tonnen von Eis auf dem Deck lagen. Zudem waren die Rettungsboote auf der Steuerbordseite weggerissen worden. Drei Tage später erreichte die Kronprinz Wilhelm ohne weitere Vorkommnisse New York. Einer der prominenten Gäste auf dieser Reise war der langjährige deutsche Botschafter in den USA, Hermann Speck von Sternburg.

#### März 1908
Am 18. März 1908, einem Mittwoch, wurde die Kronprinz Wilhelm unter Kapitän Nierich morgens um 7:25 Uhr von dem britischen Frachter Crown of Castile gerammt, als sie wegen dichten Nebels in der Upper New York Bay nahe Robbins Reef Lighthouse vor Anker gegangen war. Bei der Kollision entstand achtern ein Loch oberhalb der Wasserlinie; ein Steward wurde leicht verletzt. Die Schäden konnten an der Pier des Norddeutschen Lloyd in Hoboken behoben werden. Im anschließenden Gerichtsverfahren, das in New York stattfand, wurden beide Schiffe zu gleichen Teilen für schuldig befunden, da die Kronprinz Wilhelm an einer unerlaubten Stelle geankert habe und der Frachter zu schnell gefahren sei.

#### Juni 1908
Als die Kronprinz Wilhelm am Mittwoch, den 10. Juni 1908, in Hoboken eintraf, hatte sie während der Überfahrt am 6. Juni erneut ein Propellerblatt verloren. Zwei Tage später war ein Heizer wie „rasend durch die Hitze des Kesselraums“ über Bord gesprungen. Obwohl die Kronprinz Wilhelm sofort beidrehte und ein Rettungsboot herabgelassen wurde, ertrank der Mann vor den Augen der Anwesenden.

## 1914–1915: Hilfskreuzer der Kaiserlichen Marine

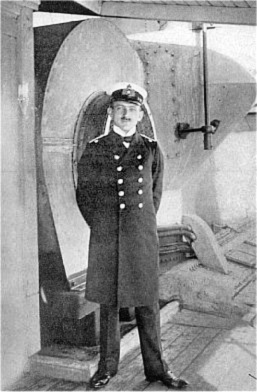
Leutnant Alfred Graf von Niezychowski, Autor des Buchs The Cruise of the Kronprinz Wilhelm

Am Mittwoch, dem 29. Juli 1914, traf die Kronprinz Wilhelm, von Bremerhaven kommend, in Hoboken ein. Nachdem die Passagiere das Schiff verlassen hatten, bereitete sich die Besatzung auf die Rückreise vor. Am 3. August 1914 erreichte die Nachricht vom Kriegszustand mit Großbritannien und Frankreich das Schiff. Einen Tag später kam der Befehl, alle Passagierbuchungen zu stornieren. Da der Kapitän der Kronprinz Wilhelm, Burghard Wilhelmi, im Urlaub war, hatte auf dieser Reise sein Erster Offizier, Kurt Grahn, das Kommando. Grahn nahm für die kommende Fahrt 6.000 Tonnen Kohle auf, weit mehr, als die Bunker fassen konnten. Selbst der Große Salon wurde zum Kohlenlager umfunktioniert. Offiziell ließ Grahn verlautbaren, dass er nach Bremerhaven zurückfahren wolle. Nach der Abfahrt aus New York traf sich die Kronprinz Wilhelm auf hoher See mit dem Kleinen Kreuzer Karlsruhe und übernahm von ihm Bewaffnung, Munition und 15 Mann Marinebesatzung. Während dieser Arbeiten wurden die Deutschen vom britischen Panzerkreuzer Suffolk überrascht. Sofort wurde die Übernahme abgebrochen und beide Schiffe liefen auf verschiedenen Kursen ab. Die Suffolk verfolgte die Karlsruhe, die dank ihrer höheren Geschwindigkeit entkommen konnte. Vom 6. August an operierte die Kronprinz Wilhelm als Handelsstörer im Nordatlantik. Ihre Bewaffnung bestand aus zwei 8,8-cm-Geschützen mit 290 Granaten, zwei 12-cm-Geschützen (für die keine Munition mehr hatte übernommen werden können), einem Maschinengewehr auf der Kommandobrücke und ca. 30 Gewehren. In den folgenden acht Monaten brachte sie unter dem Kommando von Kapitänleutnant Paul Thierfelder, dem vormaligen Navigationsoffizier der Karlsruhe, insgesamt 14 Schiffe mit zusammen etwa 56.000 Bruttoregistertonnen auf, die versenkt wurden.
Einer der Offiziere Thierfelders war Leutnant Alfred Graf von Niezychowski, der nach der Internierung der Kronprinz Wilhelm in den USA nicht mehr nach Hause zurückkehrte, sondern die US-amerikanische Staatsbürgerschaft erlangte und auch politisch aktiv wurde. Sein 1928 in den USA publiziertes Buch The Cruise of the Kronprinz Wilhelm, in dem er die 251 Tage auf dem Hilfskreuzer beschrieb, erschien 1931 in deutscher Übersetzung unter dem Titel Kronprinz Wilhelm, der Luxusdampfer als Kaperschiff.
Am Montag, dem 17. August, traf die Kronprinz Wilhelm bei São Miguel, der Hauptinsel der Azoren, auf den deutschen Frachter Walhalla und übernahm erneut Kohlen und weitere notwendige Güter. Eine weitere Kohlenübernahme fand nach dem 3. September 1914 vom Dampfer Asuncion, einem Tender der Karlsruhe, nahe dem brasilianischen Rocas-Atoll statt.
Am 14. September 1914 erreichte die Kronprinz, herbeigeführt durch Funksprüche des Hilfskreuzers Cap Trafalgar, den Schauplatz des Gefechts zwischen der Cap Trafalgar und dem britischen Hilfskreuzer Carmania nahe der brasilianischen Insel Trindade; allerdings war die Cap Trafalgar zu diesem Zeitpunkt bereits gesunken. Da Kapitän Thierfelder befürchtete, englischen Kriegsschiffen zum Opfer zu fallen, die durch die Hilferufe der Carmania alarmiert worden waren, verzichtete er auf einen Kampf mit der schwer angeschlagenen Carmania und dampfte davon.
Die in Buenos Aires befindliche Sierra Cordoba des NDL wurde als Versorger der Kronprinz Wilhelm mit 1.700 Tonnen Kohlen, Arbeitskleidung, Schuhen und Versorgungsgütern ausgerüstet. Sie traf Mitte Oktober 1914 vor der brasilianischen Küste mit dem Hilfskreuzer zusammen. Bei dieser Umladung auf hoher See wechselten allein am 23. Oktober innerhalb eines Tages 700 Tonnen Kohlen das Schiff. Die Sierra Cordoba übernahm die an Bord des Hilfskreuzers befindlichen Gefangenen, die sie Ende November nach Montevideo brachte.
Folgende Schiffe wurden innerhalb von acht Monaten von SMS Kronprinz Wilhelm versenkt oder aufgebracht:
- Fischer-Schoner Pittan, Russland, Heimathafen: Riga
- Handelsdampfer Indian Prince, 2.848 BRT, Großbritannien, Heimathafen: Newcastle; versenkt am 4. September 1914
- Dampfer La Correntina, 8.529 BRT, Großbritannien; Houlder-Linie, Heimathafen: Liverpool; mit zwei 4,7-Zoll-Heckgeschützen bewaffneter Ex-Liniendampfer; aufgebracht am 7.[40] und versenkt am 14. Oktober 1914
- Viermastbark Union, 2.183 BRT, Frankreich, Bordeaux; aufgebracht am 28. Oktober 1914, gesunken am 22. November 1914
- Bark Anne de Bretagne, 2.063 BRT, Frankreich, Nantes; aufgebracht am 21. und versenkt am 23. und 24. November 1914
- Handelsdampfer Bellevue, 3.814 BRT, Großbritannien, Glasgow; aufgebracht am 4. und versenkt am 20. Dezember 1914
- Handelsdampfer Mont Agel, 4.803 BRT, Frankreich, Marseille; aufgebracht und versenkt am 4. Dezember 1914
- Handelsdampfer Hemisphere, 3.486 BRT, Großbritannien; Hemisphere SS Co. Ltd., Heimathafen: Liverpool; aufgebracht am 28. Dezember 1914 und versenkt am 7. Januar 1915
- Handelsdampfer Potaro, 4.419 BRT, Großbritannien; Royal Mail Steam Packet Co., Heimathafen: Belfast; aufgebracht am 10. Januar und versenkt am 6. Februar 1915
- Liniendampfer Highland Brae, 7.634 BRT, Großbritannien; H & W Nelson Ltd., Heimathafen: London; aufgebracht am 14. und versenkt am 30. Januar 1915
- Dreimastschoner Wilfred M., 251 BRT, Großbritannien, Heimathafen: Bridgetown (Barbados); aufgebracht und versenkt am 30. Januar 1915
- Bark Semantha, 2.280 BRT, Norwegen, Risör; aufgebracht und versenkt am 3. Februar 1915
- Handelsdampfer Chasehill, Großbritannien; aufgebracht am 22. Februar 1915, nicht versenkt, Gefangene an Bord gegeben
- Handelsdampfer Guadeloupe, 6.603 BRT, Frankreich, Le Havre; aufgebracht am 23. Februar 1915, gesunken am 24. Februar 1915
- Passagierdampfer Tamar, 3.207 BRT, Großbritannien, Middlesbrough; aufgebracht und versenkt im 24. März 1915
- Handelsdampfer Coleby, 3.824 BRT, Großbritannien, Stockton; aufgebracht am 27. und versenkt am 28. März 1915

### Ernährungsprobleme

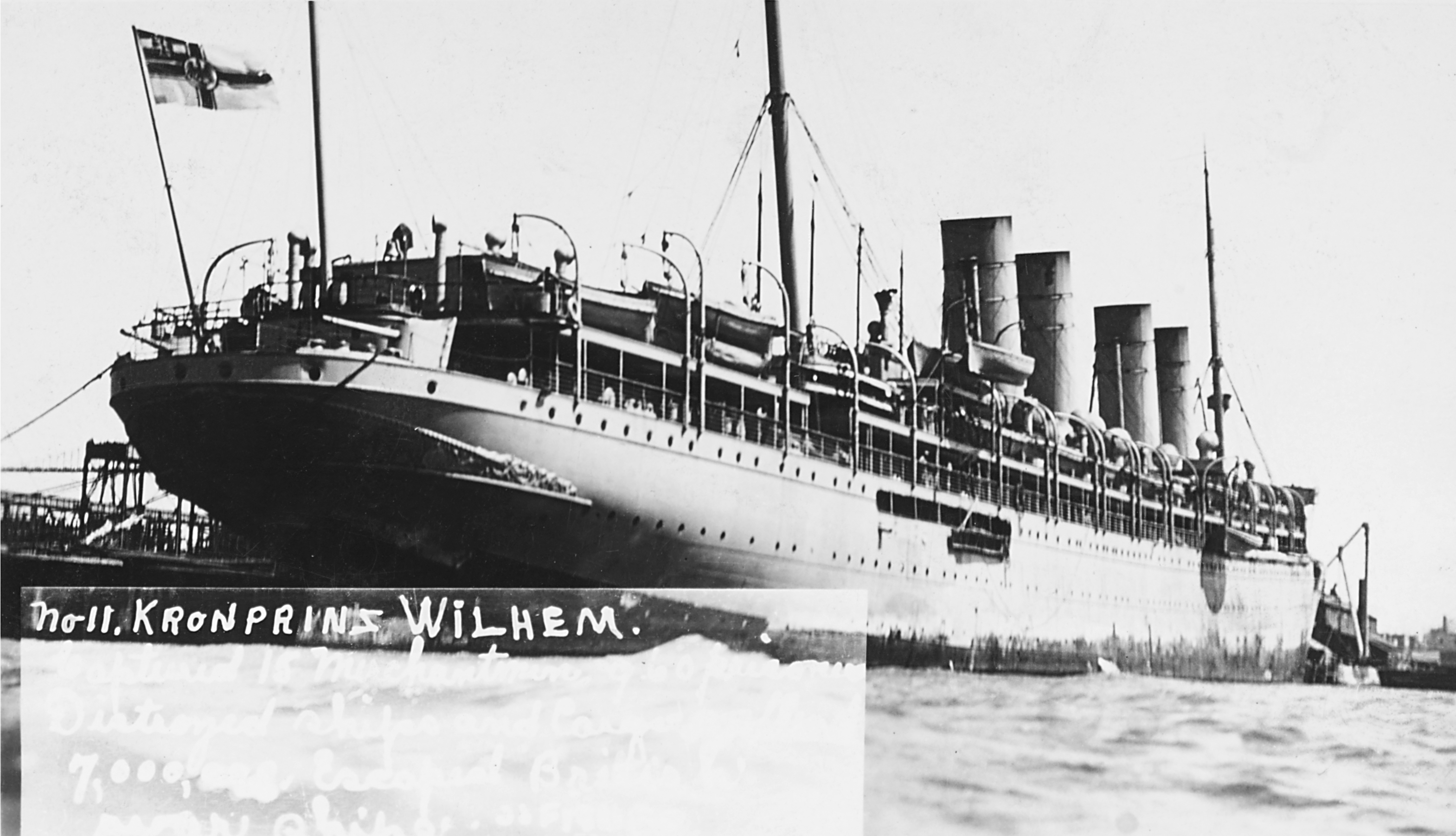
Der internierte Kronprinz Wilhelm mit einem grauen Kriegsanstrich im Jahr 1915 noch unter deutscher Flagge. Gut zu erkennen sind die beiden Heckgeschütze

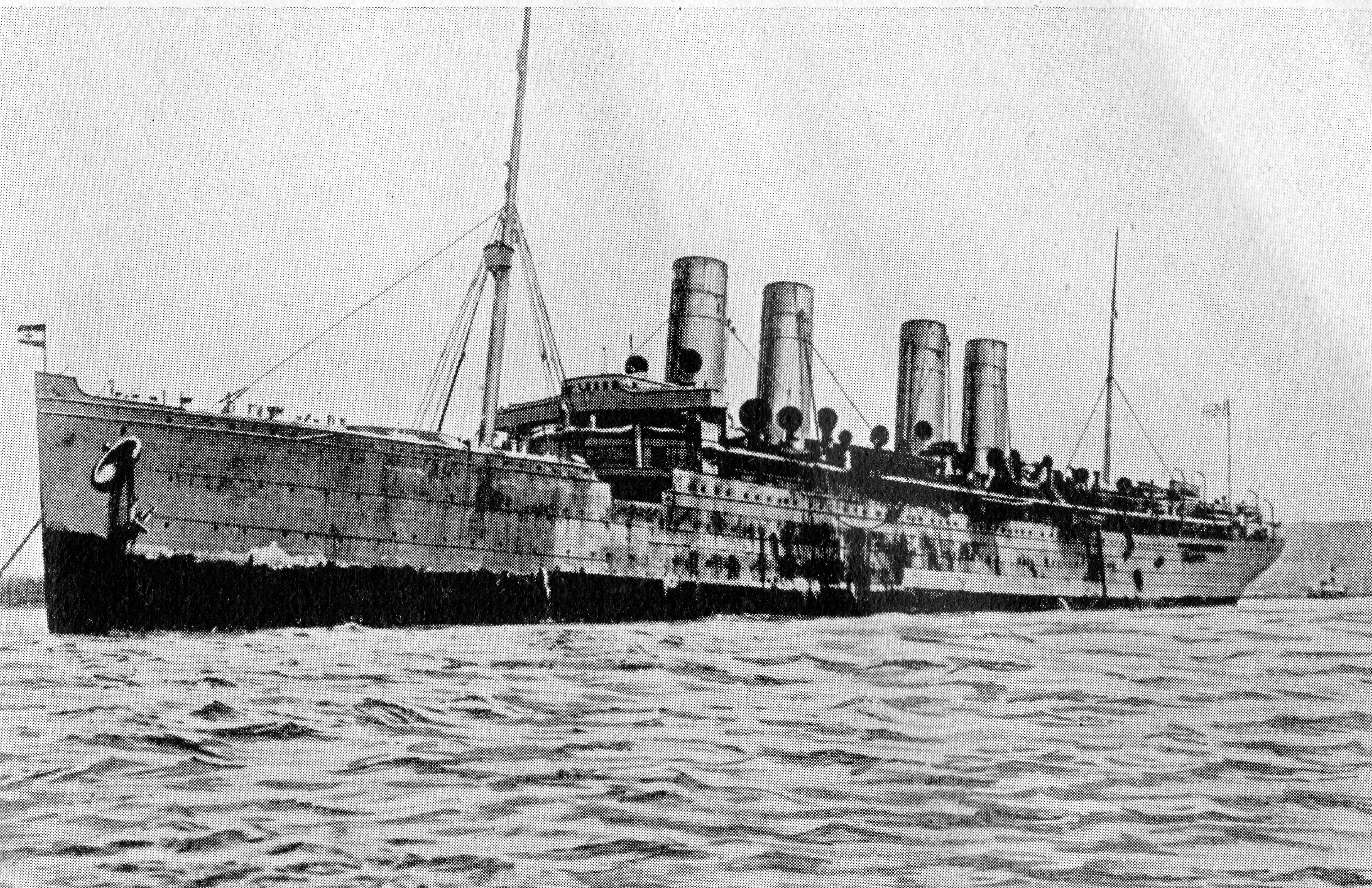
Der Kronprinz Wilhelm im Hafen von Newport News, Virginia, vermutlich 1915

An Bord des Hilfskreuzers Kronprinz Wilhelm herrschte kein Mangel an Lebensmitteln; die Matrosen aßen nach Darstellung des Zahnarztes und Ernährungswissenschaftlers Carl Röse (1864–1947) „wahrhaft schlemmerhaft“. Die tägliche Ration bestand aus drei Pfund Fleisch, Weißbrot und Büchsengemüse. Die Ernährung mit dem ballaststoffarmen Weißbrot und dem zur Konservierung abgekochten Büchsengemüse war jedoch zu einseitig und vitaminarm; da es an frischem Gemüse und Obst fehlte, erkrankte ein Viertel der Mannschaft und wurde bettlägerig. Das war einer der Gründe dafür, dass Thierfelder schließlich einen US-amerikanischen Hafen anlaufen musste. Röse fasste seine spätere Stellungnahme in dem Satz zusammen: „Das deutsche Schwein hat uns besiegt.“

## 1915–1917 Internierung in den USA
Nach insgesamt acht Monaten auf See, in denen die Kohleversorgung und der Gesundheitszustand der Mannschaft immer größere Probleme aufwarfen, war die Maschinenanlage schließlich in so schlechtem Zustand, dass der Kapitän das Schiff im April 1915 in den neutralen USA internieren ließ. Am 11. April nahm Kapitän Thierfelder vor der Chesapeake Bay einen US-amerikanischen Lotsen an Bord und ankerte am selben Tag vor Newport News in Virginia. Die Besatzung wurde interniert und das Schiff in Philadelphia eingemottet.

## 1917–1919 Truppentransporter der USA
Nach dem Kriegseintritt der USA am 6. April 1917 wurde das Schiff noch am selben Tag durch die Behörden des Hafens Philadelphia für die USA in Besitz genommen. Am 22. Mai bestätigte eine Verordnung des US-amerikanischen Präsidenten Woodrow Wilson diese Beschlagnahme nachträglich. Gleichzeitig wurde die US-Navy mit dem Umbau des Schiffes zum Truppentransporter betraut. Nach dem Abschluss der Arbeiten am 9. Juni 1917 erhielt die Kronprinz Wilhelm den neuen Namen USS Von Steuben nach dem preußischen Offizier und amerikanischen Revolutionsgeneral Freiherr Friedrich Wilhelm von Steuben. Ihr amerikanischer Liegeplatz blieb die Pier des Norddeutschen Lloyd in Hoboken. Während ihres Kriegseinsatzes für US-Truppentransporte im Ersten Weltkrieg erhielt die Von Steuben den Kosenamen Vonnie und galt als eines der beliebtesten Schiffe der damaligen US-Marine.

### Zusammenstoß mit der USSAgamemnon1917
Als Truppentransporter bediente die Von Steuben die Route New York–Brest. Am 31. Oktober 1917 trat sie mit 1.223 Soldaten an Bord ihre erste Transatlantikfahrt unter US-amerikanischer Flagge an. Am Morgen des 9. November gegen 6.05 Uhr stieß sie mit dem Truppentransporter USS Agamemnon zusammen und wurde beschädigt. Die Agamemnon war das 1903 als Kaiser Wilhelm II. in Dienst gestellte  Schwesterschiff der Kronprinz Wilhelm. Neben einem im oberen Bereich eingedrückten Bug wurden zwei der 5-inch-Kanonen und eine 3-inch-Kanone beschädigt. Außerdem mussten Matrosen aus dem Wasser gerettet werden, die bei dem Zusammenstoß über Bord gegangen waren. Mit einem gedrosselten Tempo von rund zwölf Knoten erreichte die Von Steuben drei Tage später Brest. Zwischen dem 14. und 19. November wurde dort die Ladung gelöscht; für die anschließenden Reparaturen blieb das Schiff bis zum 28. November in Brest.

### Hilfsaktion nach der Halifax-Explosion 1917
Die kanadische Provinzhauptstadt Halifax, im Ersten Weltkrieg eine Drehscheibe der militärischen Logistik, erlebte am 6. Dezember 1917 die größte nicht-nukleare Explosion der Geschichte, die Halifax-Explosion. Bei einer Kollision geriet der französische Munitionsfrachter Mont Blanc in Brand und explodierte, wobei mindestens 1.635 Personen getötet und viele tausend weitere verletzt wurden. Die Explosion war so gewaltig, dass sie eine Flutwelle und heftige Erderschütterungen auslöste, während die enorme Druckwelle Bäume entwurzelte, Eisenbahnschienen verbog und zahlreiche Gebäude zerstörte, deren Trümmer über Hunderte von Metern weggeschleudert wurden. Am Morgen des 6. Dezember gegen 9.14 Uhr befand sich die von Brest kommende Von Steuben rund 40 Meilen vor Halifax, als der Ausguck die Flammen und Rauchsäulen der Explosion wahrnahm. Sie nahm sofort Kurs auf Halifax und setzte Männer in Booten an Land, um in der Stadt Hilfs- und Patrouillendienste zu leisten. Die Besatzungsmitglieder der Von Steuben gehörten zusammen mit den durch die USS Tacoma (CL-20) abgesetzten Rettern zu den Ersthelfern kurz nach der Katastrophe. Die Von Steuben blieb bis zum 10. Dezember vor Anker, bevor der Kapitän die Reise nach Philadelphia fortsetzte, wo er am 13. Dezember eintraf.

### Begegnung mitU 1511918

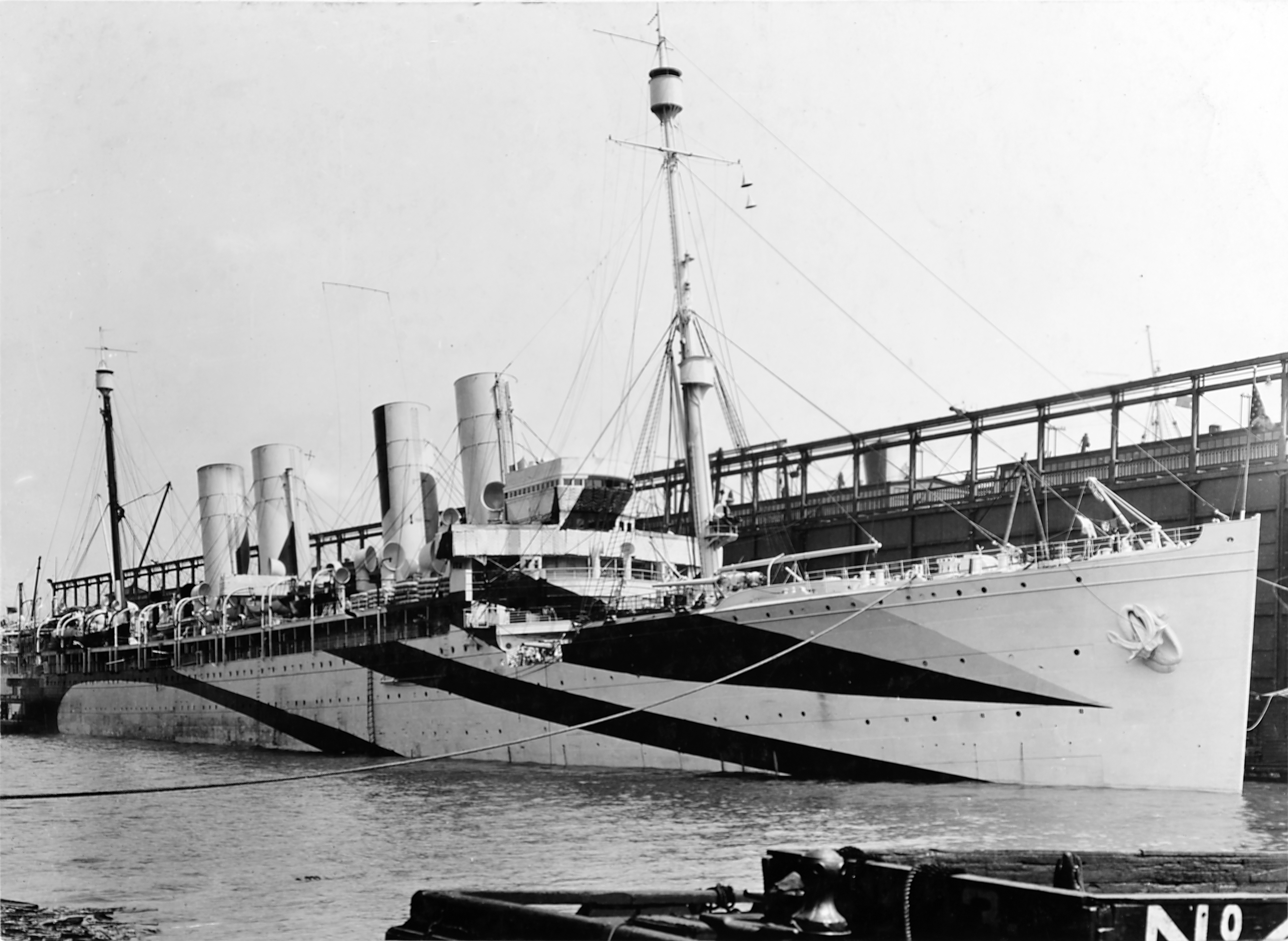
Die Von Steuben am 28. Juni 1918 mit Dazzle-camouflage-Anstrich an der Pier in Hoboken

Am 18. Juni 1918 befand sich das Schiff auf der Rückreise von Brest nach New York, als es in den Hinterhalt eines deutschen U-Boots geriet. Gegen 12.30 Uhr meldete der Ausguck der Von Steuben treibende Wrackteile. Diese gehörten zu dem kurz zuvor von U 151 versenkten britischen Dampfer Dwinsk. Nach dem Abschuss lag U 151 gestoppt in der Nähe der bemannten Rettungsboote auf Sehrohrtiefe. Der Plan des deutschen Kommandanten war es, die Überlebenden als Köder für hilfeleistende alliierte Schiffe zu benutzen. Bei der vorsichtigen Annäherung der Von Steuben an die Wrackteile fielen die sieben Rettungsboote unter Segeln auf, in denen es Überlebende zu retten gab. Als die Von Steuben 20 Minuten nach der ersten Meldung die Überlebenden aufnehmen wollte, bemerkte der Maschinist Whitney J. Dragon die Heckwelle eines Torpedos, der auf die Von Steuben zulief. In einem dramatischen Wendemanöver konnte das Schiff noch rechtzeitig aus dem Schussfeld gedreht werden und begann nun seinerseits, Wasserbomben abzuwerfen, mit denen die U 151 vertrieben wurde.
Am 20. Juni erreichte die Von Steuben New York und lief am 29. Juni erneut mit frischen Truppen aus. Dragon erhielt am 21. Juni einen Ehrendegen als offizielle Auszeichnung für seine Wachsamkeit, durch die er das Leben von 1200 Menschen gerettet hatte.

### Brand derHenderson1918
Am 30. Juni bildete die Von Steuben auf der Fahrt nach Frankreich mit anderen Transportern einen Konvoi. Gegen Mittag des 2. Juli brach an Bord der mitfahrenden Henderson Feuer aus. Es gelang der Von Steuben, sich dem brennenden Schiff zu nähern und während der Nacht mehr als 2.000 Soldaten zu übernehmen. Die beschädigte Henderson kehrte in die USA zurück, während die überfüllte Von Steuben am 9. Juli in Brest eintraf.

### Grippe-Epidemie 1918
Auf einer anderen Reise von New York nach Brest im Jahr 1918 kam es unter den 2.700 Soldaten an Bord zu einer Grippe-Epidemie. 400 mussten ins Lazarett eingeliefert werden und 34 starben.

## 1919–1924 Weiteres Schicksal

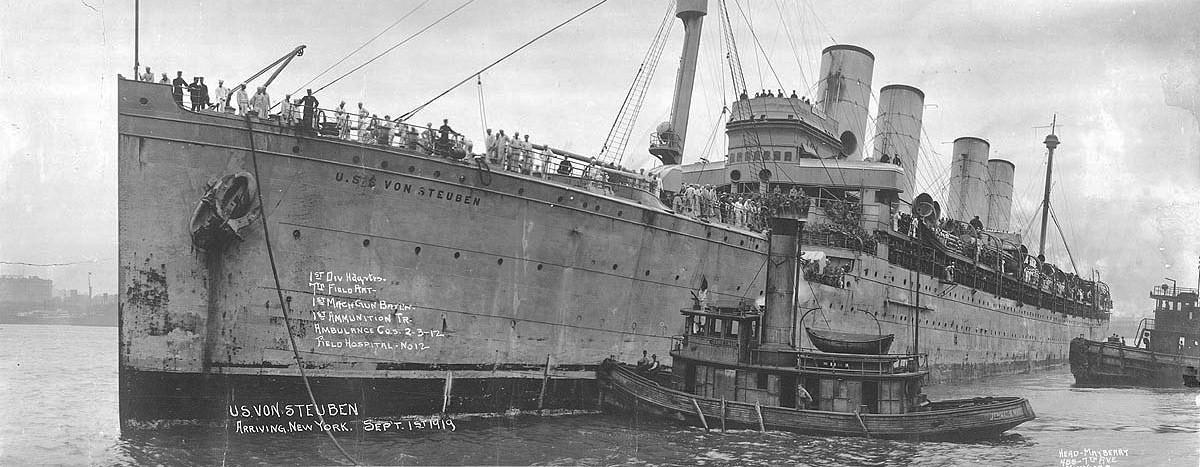
Der Truppentransporter Von Steuben, nun wieder ohne Tarnanstrich, am 1. September 1919 in New York, als er amerikanische Soldaten aus Frankreich nach Hause brachte

Zwischen dem 10. November 1918 und dem 2. März 1919 wurde die Von Steuben einer umfassenden Reparatur und Instandsetzung in Brooklyn, New York unterzogen. Anschließend stach sie mit ihrem letzten Kapitän, Frederick J. Horne, erneut in See, um amerikanische Truppen aus Frankreich nach Hause zu bringen. Diese Transporte dauerten bis zum 13. Oktober 1919 an.
Die Von Steuben wurde am 14. Oktober 1919 aus der Liste der aktiven Marineschiffe gestrichen und dem United States Shipping Board (USSB) unterstellt. Sie erhielt den Namen Baron von Steuben. Auf einer Auktion in Washington D.C.  wurde sie am 7. Juli 1920 für 1.500.000 Dollar von dem New Yorker Ford Eggena für das Unternehmen Foreign Trade Development Cruise erworben, das mit dem Schiff eine Weltreise zur Ankurbelung des US-amerikanischen Außenhandels plante. Vertreter von bis zu 700 amerikanischen Herstellern sowie Im- und Exportfirmen sollten an der Reise teilnehmen, ihre Produkte an Bord ausstellen und mit potentiellen Abnehmern im Ausland Kontakte knüpfen können. Für die Instandsetzung des Schiffes veranschlagte Eggena rund 3.000.000 Dollar. Die Reise sollte am 15. Januar 1921 beginnen, wobei geplant war, Buenos Aires, Melbourne, Sydney, Yokohama, Shanghai, Hongkong, Singapur, Batavia, Rangun, Kalkutta, Colombo, Bombay und Wellington sowie europäische Häfen anzusteuern. Das Schiff sollte für diesen Zweck den Namen United States erhalten. Die geplante Reise kam jedoch nie zustande.
Nach 1921 wurde der Dampfer wieder zur Von Steuben. Im Jahr 1923 wurde das Schiff aus dem Schiffsregister gestrichen und zur Verschrottung verkauft. 1924 wrackte es die Boston Iron & Metals Co in Baltimore ab.

## Kapitäne
| Nr. | Name                                      | Lebensdaten                      | Borddienst                           | Bemerkung |
| --- | ----------------------------------------- | -------------------------------- | ------------------------------------ | --- |
| 1   | Bernhard Friedrich Adolph Ludwig Störmer  | 17. Januar 1844 bis 6. Juli 1905 | 17. September 1901 bis Dezember 1901 | Am 15. November 1902 wurde der in Herzberg am Harz geborene Störmer Navigationsinspektor beim Lloyd und ging am 1. April 1904 in Rente. |
| 2   | August Richter                            |                                  | Februar 1902 bis August 1907         | Aus dem Oldenburgischen gebürtig, begann Richter am 14. März 1881 seinen Dienst beim Lloyd. Er wurde nach der Beendigung seiner 100. Ozeanüberquerung am 6. März 1907 in Bremen vom Großherzog von Oldenburg mit dem Ritterkreuz Zweiter Klasse mit silberner Krone und vom Norddeutschen Lloyd mit einem Ehrengeschenk ausgezeichnet.                                                                                                   |
| 3   | Richard Nierich                           |                                  | September 1907 bis November 1912     | Nierich war 1877 beim Lloyd eingetreten, 1889 Kapitän geworden und hatte ab April 1899 das Kommando über die Bremen. Nach einer tätlichen Auseinandersetzung mit dem 4. Offizier der Bremen in New York erhielt Nierich 1899 eine Rüge. 1904 wurde er für seine 100. Ozeanüberquerung vom Norddeutschen Lloyd mit einem Ehrengeschenk ausgezeichnet. 1909 wurde Nierich mit der bronzenen Medaille der Deutschen Seewarte ausgezeichnet. |
| 4   | Burghard Wilhelmi                         |                                  | April 1913 bis Juni 1914             | |
| 5   | Kurt Grahn                                | 1870 bis 1928                    | Juli 1914 bis 6. August 1914         | Er war Erster Offizier an Bord der Kronprinz Wilhelm und übernahm deren Kommando, während Kapitän Burghard Wilhelmi im Urlaub war. Grahn starb 1928 mit knapp 60 Jahren auf der Brücke des NDL-Dampfers Stuttgart an Herzversagen. |
| 6   | Kapitänleutnant Paul Wolfgang Thierfelder | 1883 bis 1941                    | 6. August 1914 bis 11. April 1915    | Er war Navigationsoffizier des Kleinen Kreuzers Karlsruhe und übernahm das Kommando über die zum Hilfskreuzer umfunktionierte Kronprinz Wilhelm. |

| Nr. | Name                                   | Lebensdaten                           | Borddienst                        | Bemerkung |
| --- | -------------------------------------- | ------------------------------------- | --------------------------------- | --- |
| 1   | Lieutenant Charles Herbert Bullock     |                                       | bis 9. Juni 1917                  | Bullock war Leitende Offizier der Kronprinz Wilhelm während ihrer Internierung in der Marinewerft von Philadelphia. |
| 2   | Lieutenant Commander Stanford E. Moses | 20. August 1872 bis Oktober 1950      | 9. Juni 1917 bis September 1918   | Moses war der erste amerikanische Kapitän der Von Steuben.                                                          |
| 3   | Kapitän Cyrus R. Miller                |                                       | September 1918 bis 17. Mai 1919   | |
| 4   | Kapitän Frederick Joseph Horne         | 14. Februar 1880 bis 18. Oktober 1959 | 17. Mai 1919 bis 13. Oktober 1919 | |

## Atlantiküberquerungen
Die Kronprinz Wilhelm wurde im regelmäßigen monatlichen Liniendienst von Bremerhaven nach New York und zurück eingesetzt. Beim Aussetzen des Linienverkehrs aufgrund von Überholungen und Umbauten mussten die Schwesterschiffe der Kronprinz Wilhelm das fehlende Verkehrsaufkommen auffangen.
- 17. September 1901 bis Dezember 1901 unter Kapitän Ludwig Störmer. Im Januar 1902 erfolgte keine Fahrt.
- Februar 1902 bis August 1907: unter Kapitän August Richter. In folgenden Monaten erfolgten keine Fahrten: Januar 1903; Januar, Februar, November, Dezember 1904; Dezember 1905; Januar, Februar, November 1906.
- September 1907 bis November 1912: unter Kapitän R. Nierich. In folgenden Monaten erfolgten keine Fahrten: Januar, Februar, November, Dezember 1908; Januar, Februar, November, Dezember 1909; Februar, März, Dezember 1910; Dezember 1911; März, November 1912; Januar, Februar, März 1913.
- April 1913 bis Juni 1914 unter Kapitän B. Wilhelmi. Von November 1913 bis einschließlich 16. März 1914 erfolgte keine Fahrt.[65]
- Juli 1914 bis 22. Juli 1914[36] unter Kapitän Kurt Grahn.

## Die Schnelldampferklasse (Kaiserklasse) des Norddeutschen Lloyd vor 1914
Alle vier Dampfer dieser Klasse besaßen vier Schornsteine und entsprechend starke Antriebsmaschinen mit Leistungen von etwa 30.000 PS.
- Kaiser Wilhelm der Große (1897 bis 1914; 22,35 kn Maximalgeschwindigkeit, Gewinner des Blauen Bandes)
- Kronprinz Wilhelm (1901 bis 1923; Schwesterschiff der Kaiser Wilhelm der Große; 23,53 kn Maximalgeschwindigkeit, Gewinner des Blauen Bandes)
- Kaiser Wilhelm II. (1902 bis 1940; 23,58 kn Maximalgeschwindigkeit, Gewinner des Blauen Bandes)
- Kronprinzessin Cecilie (1907 bis 1940; 23,6 kn Maximalgeschwindigkeit)

## Filmographie
- „Kronprinz Wilhelm“ with Prince Henry (of Prussia) on Board Arriving in New York, Dokumentation, USA, Februar 1902